# 進陶町
進陶町（しんとうちょう）は、愛知県瀬戸市水南連区の町名。丁番を持たない単独町名である。

## 地理
- 瀬戸市の西部に位置する[8]。西を西追分町、西から北を小金町、北から東を下陣屋町、南を東十三塚町・西十三塚町・追分町と隣接している[8]。
- 東部を流れる陣屋川の両岸に製陶・製型などの窯業関連企業が多く立地する[8]。

### 河川
陣屋川（瀬戸川支流） ： 町の東部を南流している。
- 陣屋川（進陶町内）

### 学区
市立小・中学校に通う場合、学区は以下の通りとなる。また、公立高等学校普通科に通う場合の学区は以下の通りとなる。
| 番・番地等       | 小学校                 | 中学校                 | 高等学校 |
| ---------------- | ---------------------- | ---------------------- | -------- |
| 188番地〜196番地 | 瀬戸市立にじの丘小学校 | 瀬戸市立にじの丘中学校 | 尾張学区 |
| 上欄を除く区域   | 瀬戸市立水南小学校     | 瀬戸市立南山中学校     | 尾張学区 |

なお、進陶町全域において、特定区域における校区外通学が認められており、申請をすれば188番地〜196番地の区域については瀬戸市立水南小学校・瀬戸市立南山中学校、188番地〜196番地を除く区域については瀬戸市立にじの丘小学校・瀬戸市立にじの丘中学校への進学も可能である。

## 歴史

### 沿革
- 1957年（昭和32年）7月1日 - 瀬戸市大字上水野字安戸[注釈 1]の一部により、同市進陶町として成立[2]。

## 世帯数と人口
2024年（令和6年）1月1日現在の世帯数と人口は以下の通りである。
| 町丁   | 世帯数  | 人口  |
| ------ | ------- | ----- |
| 進陶町 | 262世帯 | 627人 |

### 人口の変遷
国勢調査による人口の推移
| 1995年（平成7年）  | 436人 | [ 13 ] |  |
| 2000年（平成12年） | 521人 | [ 14 ] |  |
| 2005年（平成17年） | 518人 | [ 15 ] |  |
| 2010年（平成22年） | 531人 | [ 16 ] |  |
| 2015年（平成27年） | 498人 | [ 17 ] |  |
| 2020年（令和2年）  | 452人 | [ 18 ] |  |

### 世帯数の変遷
国勢調査による世帯数の推移。
| 1995年（平成7年）  | 140世帯 | [ 13 ] |  |
| 2000年（平成12年） | 178世帯 | [ 14 ] |  |
| 2005年（平成17年） | 184世帯 | [ 15 ] |  |
| 2010年（平成22年） | 208世帯 | [ 16 ] |  |
| 2015年（平成27年） | 195世帯 | [ 17 ] |  |
| 2020年（令和2年）  | 191世帯 | [ 18 ] |  |

## 交通

### 鉄道
名鉄瀬戸線 ： 町の南西端をかすめるように走っている。最寄り駅は瀬戸市役所前駅。
- 名鉄瀬戸線（進陶町内）[注釈 2]

### バス
町内にバスは走っていない。最寄りのバス停は、名鉄バス「しなの線（瀬戸北線）」【1】【1H】【2】【2H】系統、同「東山線」【16H】【17H】系統の瀬戸市役所前北バス停・瀬戸京町バス停になる。

### 道路
町内に国道・県道は通っていない。

## 施設
- 公立瀬戸旭看護専門学校 ： 1993年（平成5年）に設立[19]。瀬戸・旭地域の保健・医療水準の向上に寄与する人材育成をめざしている[19]。看護学科80名、男女共学で修業年限3年[19]。
- 進陶町ちびっこ広場 ： 町の西部にある小さな公園。すべり台とスプリング遊具がある。

- 公立瀬戸旭看護専門学校
- 進陶町ちびっこ広場

## その他

### 日本郵便
- 郵便番号 : 489-0058[6]（集配局：瀬戸郵便局[20]）。